# Vallée de Gendenwitha
Gendenwitha Vallis
La vallée de Gendenwitha (désignation internationale : Gendenwitha Vallis) est une vallée située sur Vénus dans le quadrangle de Godiva. Elle a été nommée en référence au nom iroquois de la planète Vénus.